# Dermophis donaldtrumpi
Dermophis donaldtrumpi est une espèce de gymnophiona, un petit amphibien aveugle, baptisé en référence à Donald Trump. Découvert à l'origine au Panama, son nom a été confirmé et publié dans les revues scientifiques.

## Description
Dermophis donaldtrumpi mesure environ 10 cm de long, est aveugle, brillant et visqueux. Il ressemble à un gros ver, glissant et s'enfouit, vivant presque entièrement sous terre. Il utilise deux tentacules situés près de sa bouche afin de trouver une proie. Il a aussi une couche supplémentaire de peau que ses petits peuvent manger, après l'avoir arrachée.
Selon le Rainforest Trust, les amphibiens tels que Dermophis donaldtrumpi sont particulièrement sensibles aux effets du réchauffement climatique et sont donc en danger de disparition.

## Nom
En décembre 2018, le Rainforest Trust finalise une vente aux enchères de droits d'appellation pour douze espèces de plantes et d'animaux sud-américains nouvellement découvertes, l'argent servant à la conservation des habitats de ces espèces. 25 000 $ sont versés par EnviroBuild, une entreprise de matériaux de construction durables, pour le droit de nommer ce nouvel amphibien.

## Source de la traduction
- (en) Cet article est partiellement ou en totalité issu de l’article de Wikipédia en anglais intitulé « Dermophis donaldtrumpi » (voir la liste des auteurs).